# Soul Kitchen

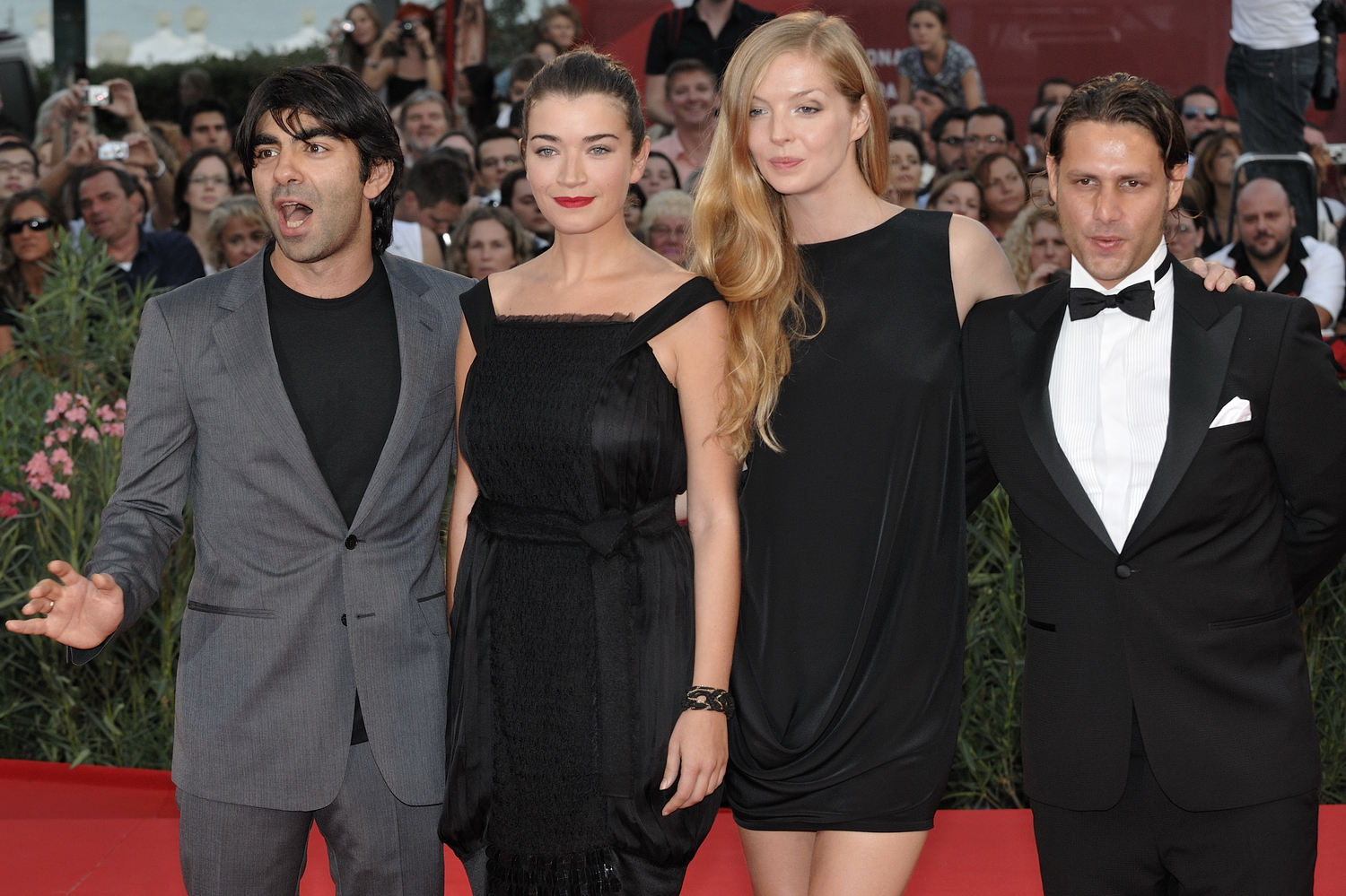
Akın, Bederke, Roggan en Bousdoukos, Filmfestival van Venetië 2009

Soul Kitchen is een Duitse komische film van de Turks-Duitse regisseur Fatih Akın uit 2009. De hoofdrollen worden gespeeld door Adam Bousdoukos, Birol Ünel en Moritz Bleibtreu. De film won in 2009 de 'Zilveren Leeuw' op het Filmfestival van Venetië.

## Verhaal
Zinos is een getroebleerde, Griekse baas van een bijzonder restaurant, Soul Kitchen in Hamburg. Zij leven wordt overhoop gegooid wanneer zijn vriendin verhuist naar Shanghai. Wanneer ook nog eens zijn klanten wegblijven omdat hij een nieuwe chef heeft aangenomen is het hek helemaal van de dam. Maar Zino blijft niet bij de pakken zitten. Hij ontwikkelt een nieuw bedrijfsconcept, en de klanten vinden de weg naar het restaurant terug. Hoewel het restaurant opnieuw loopt blijft het liefdesverdriet hem parten spelen. Hij beslist dan ook om zijn vriendin op te zoeken in China en zijn restaurant over te laten aan zijn broer, Ilias. Dit blijft niet zonder gevolgen.

## Rolverdeling
| Acteur              | Personage                                              |
| ------------------- | ------------------------------------------------------ |
| Adam Bousdoukos     | Zinos Kazantsakis                                      |
| Moritz Bleibtreu    | Illias Kazantsakis, de broer van Zinos                 |
| Birol Ünel          | Shayn Weiss, de nieuwe kok                             |
| Anna Bederke        | Lucia Faust, de vriendin van Zinos                     |
| Pheline Roggan      | Nadine Krüger, de serveerster                          |
| Lucas Gregorowicz   | Lutz                                                   |
| Dorka Gryllus       | Anna Mondstein                                         |
| Wotan Wilke Möhring | Thomas Neumann, de voormalige schoolkameraad van Zinos |
| Demir Gökgöl        | Sokrates                                               |
| Monica Bleibtreu    | Nadines grootmoeder                                    |
| Marc Hosemann       | Ziege                                                  |
| Cem Akin            | Milli                                                  |
| Udo Kier            | meneer Jung, de kandidaat-koper                        |

## Locatie
Een deel van de film werd in een oude fabriekshal gedraaid, die tot 2024 in Hamburg-Wilhelmsburg heeft gestaan, en waar in de jaren vanaf 2010 verscheidene, vooral op jongeren gerichte, evenementen hebben plaatsgevonden. De hal Soul Kitchen werd na instorting van (doorgeroeste) steunbalken van het dak in 2024 of 2025 gesloopt.

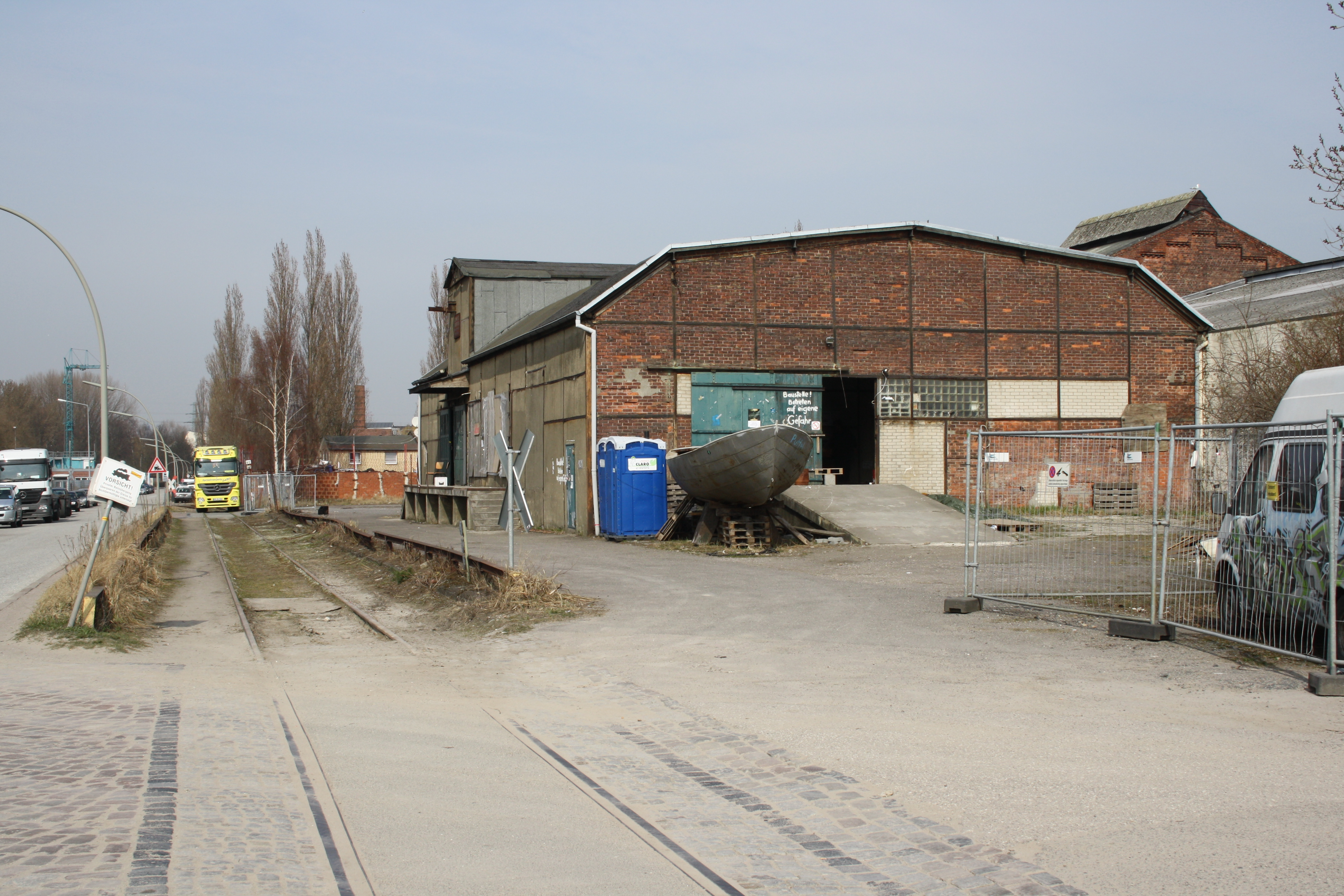
De oude fabriekshal Soul Kitchen in Hamburg-Wilhelmsburg